# غیلان الشعلالی
غیلان الشعلالی (انگلیسی: Ghailene Chaalali؛ زادهٔ ۲۸ فوریهٔ ۱۹۹۴) بازیکن فوتبال اهل تونس است.
از باشگاه‌هایی که در آن بازی کرده‌است می‌توان به باشگاه فوتبال اسپرانس تونس اشاره کرد.